# Knights of the Temple: Infernal Crusade
Knights of the Temple: Infernal Crusade (engl. für „Ritter des Tempels: Höllischer Kreuzzug“ oder „Tempelritter: Höllischer Kreuzzug“) ist ein Computerspiel, welches dem Genre der Action-Adventure angehört und dieses mit Rollenspielelementen kombiniert. Der nur in Europa erschienene Titel wurde vom schwedischen Entwickler Starbreeze Studios entwickelt und 2004 von TDK Mediactive europaweit für PC, GameCube, Xbox und PlayStation 2 veröffentlicht. Ein Jahr später folgte mit Knights of the Temple 2 ein Nachfolger, der aber nicht mehr von Starbreeze, sondern von der slowakischen Entwicklerfirma Cauldron entwickelt wurde.

## Handlung
Der teuflische Lord Bischof hat Adelle, eine mysteriöse junge Frau mit göttlichen Kräften, entführt. Zusammen mit ihr und seinen Anhängern begibt er sich auf eine unheilige Reise entlang wichtiger Brennpunkte der Kreuzzüge bis in das heilige Land. Sein teuflischer Plan ist, Adelles göttliche Kräfte zu missbrauchen um den „Unheiligen Kreis“ zu schließen und mit dem Abhalten dunkler Rituale alle heiligen Stätten zu entweihen. Dadurch hofft er, das Tor zur Hölle zu öffnen und sich mit der Macht des Bösen zu vereinen.
Paul, ein junger und unerfahrener Tempelritter, sieht sich mit der schwierigen Aufgabe konfrontiert, diese unheilige Verschwörung aufzudecken, um das Schließen des „Unheiligen Kreises“ zu verhindern und so den Lord Bischof von seinem teuflischen Plan abzuhalten. Nur indem er Adelle findet und rettet, kann Paul auch die Welt vor dem Bösen befreien.

## Spielmechanik
Auf seiner Suche nach Adelle und dem Lord Bischof durchstreift man als Tempelritter Paul diverse zusammenhängende und relativ lineare Schauplätze wie Burgen, Katakomben und die Straßen von Acre. Das Geschehen wird dabei stets aus verschiedenen, vorgegebenen Kamerapositionen gezeigt, wobei die Kamera die Spielfigur stets im Fokus behält. Während der Durchquerung der Areale stellen sich dem Spieler verschiedene, meist menschliche Gegner in den Weg, die es zu besiegen gilt. Dabei kann der Spieler auf verschiedene normale und spezielle Schlagkombinationen, vergleichbar mit Angriffsmanövern aus Beat-’em-up-Spielen, und vier besonders machtvolle, heilige Zaubersprüche zurückgreifen, die man nach und nach im Verlauf des Spiels erhält.
Neue Waffen, es gibt vier Kategorien – Schwerter, Äxte, Kolben und Bögen – kann der Spieler an festgelegten Punkten in den einzelnen Levels finden. Neue Rüstungsteile bekommt er automatisch im Spielverlauf, welche jedoch einen rein optischen Zweck erfüllen.

## Rezeption
Mathias Oertel von 4Players meint, „nach der Euphorie der ersten halben bis ganzen Stunde, in der man sich an gar nicht schlechten Animationen, nett inszenierten Kämpfen und natürlich auch an dem zur Genüge fließenden Blut gelabt hat, setzt eine deutliche Ernüchterung ein.“ Daran würden auch die „sporadisch eingestreuten, aber wahrlich nicht komplizierten Rätsel, der Magieeinsatz sowie Pfeil und Bogen nicht mehr viel ändern“ können. Für „eingesessene Action-Fans“ sei das Spiel aber „sicherlich einen Blick wert“.